# 니콜라 두셰
니콜라 두셰(Nicolas Douchez, 1980년 4월 22일, 로니-수-부아 ~)는 프랑스의 전 축구 골키퍼이다.

## 클럽 경력

### 툴루즈
2005년, 두셰는 툴루즈와 계약을 체결하였다. 그는 스타드 렌으로 이적하기 전까지 86번의 리그 경기에 출전하였다.

### 스타드 렌
2008년 두셰는 스타드 렌에 합류하여 3시즌간 100번을 넘는 리그 경기 출전하였다.

### 파리 생제르맹
2011년, 두셰는 자유계약으로 풀려나 스타드 렌에서 파리 생제르맹으로 이적하였다. 그는 PSG와 계약을 체결하였을 때 31세였다. 그는 다가오는 시즌을 앞두고 등번호 1번을 받았다. 그는 본래 주전을 맡을 것으로 예상되었으나, 새 회장의 취임으로 살바토레 시리구가 팀에 합류하면서 팀의 주전 골키퍼 자리를 내주어야만 했다.

## 수상
파리 생제르맹
- 리그 1: 2012-13
- 트로페 데 샹피옹: 2013

## 경력 통계
2013년 5월 12일 기준
| 클럽          | 시즌      | 리그 | 리그 | 컵   | 컵 | 대륙 | 대륙 | 합계 | 합계 |
| 클럽          | 시즌      | 출장 | 골   | 출장 | 골 | 출장 | 골   | 출장 | 골   |
| ------------- | --------- | ---- | ---- | ---- | -- | ---- | ---- | ---- | ---- |
| 샤토루        | 2003-04   | 26   | 0    | 1    | 0  | 0    | 0    | 27   | 0    |
| 샤토루        | 합계      | 26   | 0    | 1    | 0  | 0    | 0    | 27   | 0    |
| 툴루즈        | 2004-05   | 0    | 0    | 0    | 0  | 0    | 0    | 0    | 0    |
| 툴루즈        | 2005-06   | 14   | 0    | 3    | 0  | 0    | 0    | 17   | 0    |
| 툴루즈        | 2006-07   | 36   | 0    | 4    | 0  | 0    | 0    | 40   | 0    |
| 툴루즈        | 2007-08   | 36   | 0    | 1    | 0  | 7    | 0    | 44   | 0    |
| 툴루즈        | 합계      | 86   | 0    | 8    | 0  | 7    | 0    | 101  | 0    |
| 스타드 렌     | 2008-09   | 37   | 0    | 7    | 0  | 6    | 0    | 50   | 0    |
| 스타드 렌     | 2009-10   | 37   | 0    | 4    | 0  | 0    | 0    | 41   | 0    |
| 스타드 렌     | 2010-11   | 37   | 0    | 1    | 0  | 0    | 0    | 38   | 0    |
| 스타드 렌     | 합계      | 111  | 0    | 12   | 0  | 6    | 0    | 129  | 0    |
| 파리 생제르맹 | 2011-12   | 0    | 0    | 3    | 0  | 7    | 0    | 10   | 0    |
| 파리 생제르맹 | 2012-13   | 4    | 0    | 2    | 0  | 0    | 0    | 6    | 0    |
| 파리 생제르맹 | 합계      | 4    | 0    | 5    | 0  | 7    | 0    | 16   | 0    |
| 경력 합계     | 경력 합계 | 227  | 0    | 26   | 0  | 20   | 0    | 273  | 0    |